# Bahnstrecke Nýřany–Plzeň-Valcha
| Streckenlänge: | 10,115 km            |                                                  |                                                  |
| Spurweite: | 1435 mm (Normalspur) |                                                  |                                                  |
| |                      |                                                  |                                                  |
| \| \| \| von Heřmanova Huť (vorm. Wilkischner Montanbahn) \| \| \| \| \| von Furth im Wald (vorm. BWB) \| \| \| \| 0,000 \| Nýřany früher Nürschan \| 340 m \| \| \| \| nach Praha-Smíchov (vorm. BWB) \| \| \| \| \| Protektoratsgrenze (1938–1945) \| \| \| \| \| Sulkov-Zeche, Maria-Zeche, Mathilde-Zeche \| \| \| \| 7,020 \| Sulkov \| 335 m \| \| \| \| Max-Schacht \| \| \| \| \| von Železná Ruda (vorm. EPPK) \| \| \| \| 10,115 \| Plzeň-Valcha früher Littitz \| 330 m \| \| \| \| nach Plzeň hl.n. (vorm. EPPK) \| \| \| \| \| \| \| \| Quellen: [1][2][3] \| \| \| \| |                      |                                                  |                                                  |
| Strecke |                      | von Heřmanova Huť (vorm. Wilkischner Montanbahn) | von Heřmanova Huť (vorm. Wilkischner Montanbahn) |
| Abzweig geradeaus und von rechts |                      | von Furth im Wald (vorm. BWB)                    | von Furth im Wald (vorm. BWB)                    |
| Bahnhof | 0,000                | Nýřany früher Nürschan                           | 340 m                                            |
| Abzweig ehemals geradeaus und nach links |                      | nach Praha-Smíchov (vorm. BWB)                   | nach Praha-Smíchov (vorm. BWB)                   |
| Grenze (Strecke außer Betrieb) |                      | Protektoratsgrenze (1938–1945)                   | Protektoratsgrenze (1938–1945)                   |
| Abzweig geradeaus und nach rechts (Strecke außer Betrieb) |                      | Sulkov-Zeche, Maria-Zeche, Mathilde-Zeche        | Sulkov-Zeche, Maria-Zeche, Mathilde-Zeche        |
| Haltepunkt / Haltestelle (Strecke außer Betrieb) | 7,020                | Sulkov                                           | 335 m                                            |
| Abzweig geradeaus und nach links (Strecke außer Betrieb) |                      | Max-Schacht                                      | Max-Schacht                                      |
| Abzweig ehemals geradeaus und von rechts |                      | von Železná Ruda (vorm. EPPK)                    | von Železná Ruda (vorm. EPPK)                    |
| Bahnhof | 10,115               | Plzeň-Valcha früher Littitz                      | 330 m                                            |
| Strecke |                      | nach Plzeň hl.n. (vorm. EPPK)                    | nach Plzeň hl.n. (vorm. EPPK)                    |
| |                      |                                                  |                                                  |
| Quellen: |                      |                                                  |                                                  |

Die Bahnstrecke Nýřany–Plzeň-Valcha war eine Eisenbahnverbindung im heutigen Tschechien, die ursprünglich durch die Prager Eisenindustrie-Gesellschaft als Sulkover Montanbahn erbaut und betrieben wurde. Sie zweigte in Nýřany (Nürschan) von der Bahnstrecke Praha-Smíchov–Furth im Wald ab und führte im Westböhmischen Steinkohlenrevier im Tal des Luční potok nach Plzeň-Valcha (früher: Bahnhof Littitz), wo sie in die Bahnstrecke Železná Ruda–Plzeň einmündete.

## Geschichte
Die Sulkover Montanbahn wurde im Jahr 1890 als Kohlenbahn zum Anschluss der Kohlenwerke bei Sulkov gebaut. Im Bahnhof Nürschan bestand Anschluss an die Hauptverbindung der k.k. priv. Böhmischen Westbahn (BWB), im Bahnhof Littitz an die k.k. priv. Eisenbahn Pilsen–Priesen(–Komotau) (EPPK). Anfangs bestanden Zweiggleise zu den Steinkohlenschächten Sulkov-Zeche, Maria-Zeche, Mathilde-Zeche und Max-Schacht in Sulkov. Der ab 1868 geteufte Sulkov-Schacht der Gewerkschacht Westböhmischer Bergbau- und Hüttenverein war seinerzeit mit 252 Metern der tiefste im dortigen Revier.
Ab 1. April 1905 gehörte die Strecke zum Netz der k.k. Staatsbahnen (kkStB). Nach dem Zerfall Österreich-Ungarns infolge des Ersten Weltkriegs kam sie 1919 zu den neu gegründeten Tschechoslowakischen Staatsbahnen (ČSD). Die Strecke war nunmehr über die Zweigbahn zur Sulkov-Zeche durchgebunden, die Haltestelle Sulkov und die Zweigbahn zum Maxschacht war aufgelassen. 
Infolge des Münchner Abkommens lag Nürschan ab Oktober 1938 auf deutschem Staatsgebiet. Die neue Staatsgrenze zerschnitt die Strecke etwa drei Kilometer östlich von Nürschan. Die restliche Strecke lag ab März 1939 im Protektorat Böhmen und Mähren. Nach dem Ende des Zweiten Weltkrieges kam die Strecke wieder zur Gänze zu den ČSD.
Nach 1945 wurde nurmehr ein Teil der Strecke von Nýřany aus als Anschlussbahn genutzt. Bei Sulkov gab es auf dem Areal der verwahrten Steinkohlenwerke eine Deponie der Škoda-Werke für Hochofenschlacke sowie ein Kohlenlager. Dieser Restbetrieb kam nach 1998 aufgrund der Erschöpfung der Deponie zum Erliegen. Heute ist die Strecke vollständig abgebaut.